# تور جهانی ترول‌ها
تور جهانی ترول‌ها (انگلیسی: Trolls World Tour) یک انیمیشن کمدی موزیکال ۲۰۲۰ ساخت دریم‌ورکس است، که در دنباله ترول‌ها ساخت ۲۰۱۶ می‌آید. کارگران این فیلم والت دورن است و از صدای بازیگرانی چون جاستین تیمبرلیک، جیمز کوردن، آنا کندریک، جیمز کوردن، آنتونی راموس و ریچل بلوم در آن استفاده شده‌است. این فیلم در۱۷ آوریل ۲۰۲۰ اکران شد.

## داستان
انیمیشن ترول‌ها تور جهانی ۲۰۲۰، پاپی و برنچ و دوستانشان برای بازگرداندن نظم و متحد کردن ترول‌ها به یک مأموریت فوق‌العاده به تمامی سرزمین‌های دیگر می‌روند. اما در این مسیر با مشکلات فراروانی مواجه می‌شوند که…